# Albinas Elskus
Albinas Elskus, född 21 augusti 1926 i Kaunas, Republiken Litauen, död 8 december 2007 i New York, var en litauisk målare.